# Katerine Savard
Katerine Savard (Pont-Rouge, 26 de mayo de 1993) es una deportista canadiense que compite en natación, especialista en el estilo libre.
Participó en tres Juegos Olímpicos de Verano, entre los años 2012 y 2020, obteniendo una medalla de bronce en Río de Janeiro 2016, en la prueba de 4 × 200 m libre, y el cuarto lugar en Tokio 2020, en la misma prueba.
Ganó una medalla de bronce en el Campeonato Mundial de Natación de 2024 y seis medallas en el Campeonato Mundial de Natación en Piscina Corta entre los años 2016 y 2022. En los Juegos Panamericanos obtuvo seis medallas, entre los años 2015 y 2023.

## Palmarés internacional
| Juegos Olímpicos                    | Juegos Olímpicos        | Juegos Olímpicos  | Juegos Olímpicos  |
| Año                                 | Lugar                   | Medalla           | Prueba            |
| ----------------------------------- | ----------------------- | ----------------- | ----------------- |
| 2016                                | Río de Janeiro (Brasil) | Medalla de bronce | 4 × 200 m libre   |
| Campeonato Mundial                  |                         |                   |                   |
| Año                                 | Lugar                   | Medalla           | Prueba            |
| 2024                                | Doha (Catar)            | Medalla de bronce | 4 × 100 m libre   |
| Campeonato Mundial en Piscina Corta |                         |                   |                   |
| Año                                 | Lugar                   | Medalla           | Prueba            |
| 2016                                | Windsor (Canadá)        | Medalla de oro    | 4 × 200 m libre   |
| 2016                                | Windsor (Canadá)        | Medalla de plata  | 4 × 100 m estilos |
| 2021                                | Abu Dabi (EAU)          | Medalla de oro    | 4 × 100 m libre   |
| 2021                                | Abu Dabi (EAU)          | Medalla de oro    | 4 × 200 m libre   |
| 2022                                | Melbourne (Australia)   | Medalla de plata  | 4 × 200 m libre   |
| 2022                                | Melbourne (Australia)   | Medalla de bronce | 4 × 100 m libre   |
| Juegos Panamericanos                |                         |                   |                   |
| Año                                 | Lugar                   | Medalla           | Prueba            |
| 2015                                | Toronto (Canadá)        | Medalla de oro    | 4 × 100 m libre   |
| 2015                                | Toronto (Canadá)        | Medalla de bronce | 100 m mariposa    |
| 2015                                | Toronto (Canadá)        | Medalla de bronce | 4 × 200 m libre   |
| 2019                                | Lima (Perú)             | Medalla de bronce | 4 × 100 m libre   |
| 2023                                | Santiago (Chile)        | Medalla de oro    | 4 × 100 m libre   |
| 2023                                | Santiago (Chile)        | Medalla de bronce | 4 × 200 m libre   |